# Вторая Багажиашта
Вторая Багажиашта или Багажиашта (абх. БаГажәиашҭа II, груз. მეორე ბალაჟიანთა [Меоре Багажианта]) — село в Абхазии, в Гулрыпшском районе частично признанной Республики Абхазия, согласно административному делению Грузии — в Гульрипшском муниципалитете Абхазской Автономной Республики. Южнее находится село Цанбекуара (Первая Багажиашта) и далее, южнее — село Пшап (центр сельской администрации).

## Население
В 1959 году в селе 2-я Багапш-Йашта (Багажиашта II) жило 1117 человек, в основном грузины и армяне. В 1989 году в селе жило 1564 человека, также в основном армяне и грузины.